# 建宁金腰
建宁金腰（学名：Chrysosplenium jienningense），为虎耳草科金腰属下的一个植物种。